# هنرييت ماي
هنرييت ماي (بالألمانية: Henriette May)‏ هي ناشِطة ألمانية، ولدت في 25 مارس 1862 في برلين في ألمانيا، وتوفي بنفس المكان في 14 مايو 1928.